# Philippe Cimadomo
Philippe Cimadomo (* 5. Dezember 1959 in Grenoble) ist ein französischer Autorennfahrer.

## Karriere als Rennfahrer

### GT- und Sportwagenrennen
Philippe Cimadomo begann seine Fahrerkarriere 2013 in der V de V Michelin Endurance Series.  In den folgenden Jahren startete er regelmäßig in dieser Rennserie, dazu kamen Einsätze in der 24H Series und im Michelin Le Mans Cup. Ab 2022 fuhr er Rennen in der LMP2-Klasse der European Le Mans Series.

### 24-Stunden-Rennen von Le Mans 2022
Philippe Cimadomo war 2022 beim 24-Stunden-Rennen von Le Mans gemeldet. Gemeinsam mit Mathias Beche und Tijmen van der Helm sollte er einen Oreca 07 von TDS Racing fahren. Nachdem er im ersten freien Training einen Unfall nur knapp verhindern konnte, prallte er im dritten Training, ausgangs der Indianapolis-Kurve, gegen die Leitplanke. Dabei wurde der Wagen erheblich beschädigt und das Training mit der Roten Flagge unterbrochen. Nach eingehender Beratung und Rücksprache mit dem Fahrer-Advisor Yannick Dalmas verhängte die Rennleitung über Cimadomo ein Startverbot. In der Erklärung hieß es, dass „ein Muster existiert, das derzeit nicht ignoriert werden kann.“ Und weiter: „… aus diesem Grund verbieten die Sportkommissare auf Empfehlung des Rennleiters zu seiner eigenen Sicherheit und der anderer Teilnehmer Philippe Cimadomo die Teilnahme am Rest des Wettbewerbs.“ Die Entscheidung beruhe auf der aktuellen Situation und gelte nur für dies diesjährigen 24 Stunden von Le Mans. Es solle kein Rückschluss auf die Fähigkeit des Fahrers gezogen werden, in Zukunft an Wettbewerben teilzunehmen. Als Ersatzfahrer verpflichtete das Team den niederländischen Formel-E-Weltmeister und Toyota-Ersatzfahrer Nyck de Vries.
Kritik an der Entscheidung kam vor allem nach dem Rennen auf, nachdem der in der LMP2-Klasse in Führung liegende Robin Frijns an derselben Stelle der Strecke einen gleichen Unfall hatte. Auch er war mit dem rechten Hinterrad über die am rechten Kurvenrad montierten Kerben geraten und hatte dabei die Kontrolle über den Wagen verloren. Der Unfall, der die einzige Safety-Car-Phase des Rennens auslöste, beendete das Rennen von Frijns und seinen Teamkollegen.